# هشام (اسم)
هشام هو اسم علم مذكر من أصل عربي، معناه من الهشم أي الكسر، ومعناه الرجل الهرم أو الرجل النبيل.

ويأتي بمعنى الجود والكرم والسخاء. يعتبر من الأسماء المنتشرة في الدول العربية وخصوصاً دول الخليج العربي والعراق ومصر، وأيضاً له شعبية في إيران وأفغانستان وباكستان ودول أخرى.

## الشخصيات
- هشام عباس مغني مصري.
- هشام بركات قاضي ورجل قانون مصري.
- هشام بن العاص صحابي مسلم.
- هشام بن الوليد صحابي مسلم.
- هشام بن عبد الملك خليفة أموي.
- هشام بن عروة راوي حديث مسلم.
- هشام بن عبد الرحمن الداخل أمير أندلسي.
- هشام المؤيد بالله أمير أندلسي.
- هشام المعتد بالله أمير أندلسي.
- هشام حافظ كاتب وصحفي سعودي.
- هشام جابر قائد عسكري لبناني.
- هشام الكروج عداء مغربي.
- هشام زريق فنان فلسطيني إسرائيلي.
- هشام قنديل سياسي إسلامي مصري.
- هشام زعزوع سياسي ووزير مصري.
- هشام سليم ممثل مصري.
- هشام جعيط كاتب ومؤرخ تونسي.
- هشام البسطويسي قاضي ورجل قانون وسياسي مصري.
- هشام أرازي لاعب كرة مضرب مغربي.
- هشام أشكري مهندس معماري عراقي.
- هشام بوشروان لاعب كرة قدم مغربي.
- هشام إسماعيل ممثل مصري.
- هشام الهويش ممثل ومذيع ومغني سعودي.
- هشام الاختيار سياسي سوري.
- هشام الجخ شاعر مصري.
- هشام الصالحي لاعب كرة قدم فلسطيني.
- هشام الحمدوشي لاعب شطرنج مغربي.
- هشام الخلصي مذيع ومعلق رياضي تونسي.
- هشام الشهابي سباح بحريني.
- هشام الصيفي لاعب كرة قدم تونسي.
- هشام المليجي ملحن مصري.
- هشام بهلول ممثل مغربي.
- هشام بن محمد سلطان مغربي.
- هشام بن غلبون سياسي ليبي.
- هشام حمادة ممثل أردني.
- هشام حنفي لاعب كرة قدم مصري.
- هشام رستم ممثل تونسي.
- هشام رامز اقتصادي مصري.
- هشام زروالي لاعب كرة قدم مغربي.
- هشام طلعت مصطفى رجل أعمال مصري.
- هشام عبد الخالق مخرج مصري.
- هشام عبود كاتب وصحفي جزائري.
- هشام عبد الحميد ممثل مصري.
- هشام عبد المنعم لاعب كرة قدم أردني فلسطيني.
- هشام فقيه ممثل وكوميدي سعودي.
- هشام كفارنة ممثل سوري.
- هشام كمال الدين الحناوي صحفي سياسي مصري.
- هشام محذوفي لاعب كرة قدم مغربي.
- هشام محمد لاعب كرة قدم عراقي.
- هشام مصباح مصارع جودو مصري.
- هشام مطر شاعر وروائي ليبي.
- هشام موسون ممثل مغربي.
- هشام نزيه ملحن وممثل مصري.
- هشام يكن لاعب كرة قدم مصري.